# 廊桥遗梦
是1995年根据美国畅销书《廊桥遗梦》（羅伯特·詹姆斯·華勒著）改编而来的电影，由著名导演克林·伊斯威特亲自执导并主演。女主角梅麗·史翠普获得当年奥斯卡最佳女主角奖提名。

## 劇情

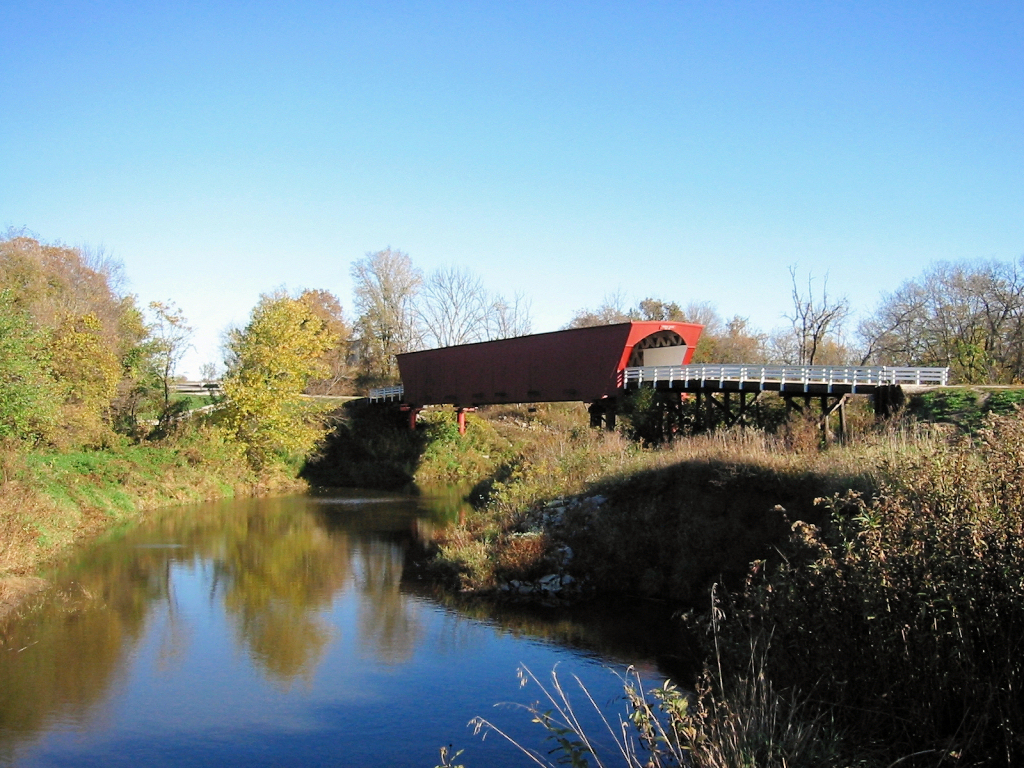
愛荷華州温特塞特的羅斯曼橋。

在1965年夏天的愛荷華州麥迪遜縣。一个寂寞的義大利裔家庭主妇法蘭西斯卡（Francesca，梅麗·史翠普饰）在丈夫与孩子们外出时，遇到一个来当地拍摄廊桥的摄影师羅伯特（Robert，克林·伊斯威特饰），并且他们迅速墮入爱河。他们相处的四天成为法蘭西斯卡生命的转折点，她在晚年把这段经历写出来，并要求孩子在她死后把骨灰洒在廊桥旁。

## 演員
- 克林·伊斯威特 飾演 羅伯特·金凱德（Robert Kincaid）
- 梅麗·史翠普 飾演 法蘭西斯卡·強生（Francesca Johnson）
- Annie Corley 飾演 卡洛琳（Carolyn Johnson）
- Victor Slezak 飾演 麥可（Michael Johnson）
- Jim Haynie 飾演 李察（Richard Johnson）
- Sarah Kathryn Schmitt 飾演 卡洛琳（青年）
- Christopher Kroon 飾演 麥可（青年）
- Phyllis Lyons 飾演 貝蒂（Betty）
- 德布拉·蒙克 飾演 瑪琪（Madge）
- Richard Lage 飾演 皮律師（Lawyer Peterson）
- Michelle Benes 飾演 雷露西（Lucy Redfield）

## 獎項

### 獲獎
- 美国作曲家作家及出版商协会影视音乐奖
  - 最賣座電影
- 藍帶獎（日本）
  - 最佳外語片
- BMI电影电视奖
  - BMI电影最佳音樂（Lennie Niehaus）
- 电影旬报赏（日本）
  - 最佳外語片導演（奇連·伊士活）
- 每日電影獎（日本）
  - 最佳外語片

### 提名
- 奧斯卡
  - 最佳女主角（梅麗·史翠普）
- 美国电影摄影师协会
  - 最佳劇場放映（Jack N. Green）
- 日本電影金像獎（日本）
  - 最佳外語片
- 凱撒獎（法國）
  - 最佳外語片
- 金球獎
  - 劇情類最佳女主角（梅麗·史翠普）
  - 劇情類最佳影片
- 美国演员工会奖
  - 最佳女主角（梅麗·史翠普）

## 影响
《麥迪遜之橋》直接描写中年人的婚外情生活，男女主角罗伯特与法蘭西斯卡追求的是情爱、性爱与爱情的和谐的统一。影片的情节十分简单，但是其中的情绪表现却十分细腻。影片揭示出了中年人的伦理价值观与情感平衡问题，其所表现出的是一种较为正统的维系家庭的主题。《麥迪遜之橋》以其对中年人家庭和情感问题的细腻刻画引起了众多中年观众的共鸣。由于影片内涵深刻的社会伦理，当年引发了有关家庭责任和爱情的讨论。
《麥迪遜之橋》被当年众多权威电影专家和杂志评为“1995年世界十大电影”。